# Wellington Paulista
Wellington Pereira do Nascimento (San Paolo, 22 aprile 1984) è un ex calciatore brasiliano, di ruolo attaccante.

## Caratteristiche tecniche
punta centrale o seconda punta, considerato uno dei miglior attaccanti brasiliani di sempre , può ricoprire tutti i ruoli offensivi avendo grandissime doti realizzative e ottima visione di gioco.
Nel 2005 è stato inserito nell’hall of fame della nazionale brasiliana.

## Carriera

### Club
Nato a San Paolo, Wellington iniziò a giocare a futsal prima di passare al calcio. Sostenne 15 provini per 9 squadre, ma venne rifiutato, e iniziò a lavorare; suo padre dopo soli tre giorni gli fece abbandonare il lavoro perché continuasse a giocare a calcio, e la Juventus di San Paolo lo prese, facendolo poi debuttare nel professionismo.
Dopo due periodi in prestito al Mirassol e al Paraná, si mise in evidenza
nel Campionato Paulista 2006 con la Juventus e fu acquistato dal Santos, sempre con la formula del trasferimento in prestito, debuttando il 24 aprile 2006 contro il Fortaleza.
Nel 2007 approdò in Europa giocando per il Deportivo Alavés, con il quale segnò 2 reti in 19 partite nella Primera División; l'anno seguente, Wellington Paulista si trasferì al Botafogo, debuttando contro lo Stabæk durante la Copa Peregrino, vinta poi dal club alvinegro. Segnò quattro reti contro il Macaé Esporte durante la Taça Rio.
Dunga lo ha convocato nella rappresentativa olimpica del Brasile del 2008.
Nel 2009 ha firmato per il Cruzeiro.
Il 23 dicembre 2016 viene ceduto dalla Fluminense in prestito alla Chapecoense.

## Palmarès

### Competizioni statali
- Campeonato Paulista Série A2: 1

Juventus-SP: 2005
- Taça Rio: 1

Botafogo: 2008
- Campionato Mineiro: 2

Cruzeiro: 2009 e 2011
- Campionato Gaúcho: 1

Internacional: 2014
- Campionato Catarinense: 1

Chapecoense: 2017
- Campionato Cearense: 3

Fortaleza: 2019, 2020, 2021

#### Competizioni regionali
- Copa do Nordeste: 1

Fortaleza: 2019